# صامت

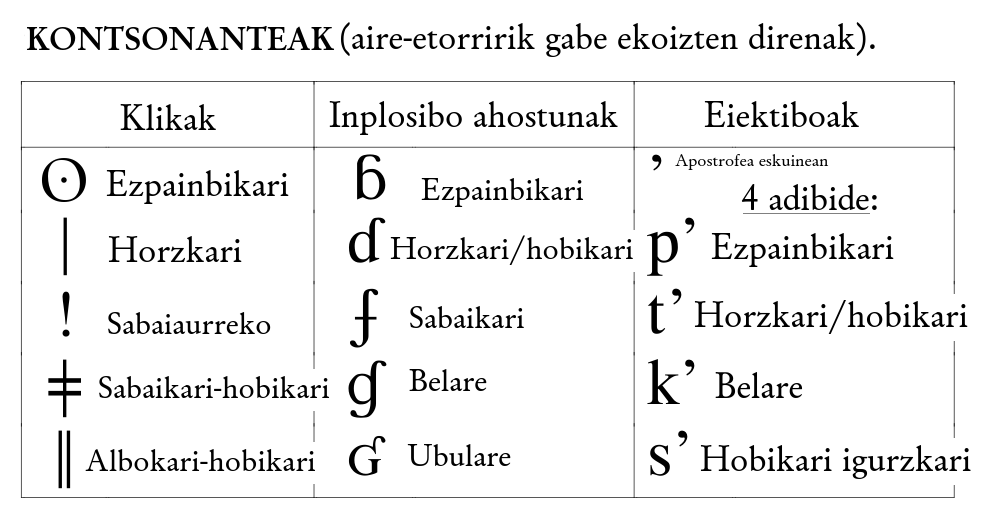

الحرف الصامت (بالإنجليزية: Consonant)‏ أو الصامت اختصاراً، هو صوت كلام إنساني ينتج بإغلاق كامل أو جزئي للسبيل الصوتي العلوي، الذي هو الجزء الواقع فوق الحنجرة من السبيل الصوتي.
إن العدد الكلي للأصوات الصحيحة في لغات العالم هو أكبر بكثير من عدد الحروف الممثلة للأصوات الصحيحة في أي أبجدية، ولذلك قام اللغويون بابتكار أنظمة كالأبجدية الصوتية العالمية (IPA)التي تعطي رمزا خاصا لكل صامت معروف. في الواقع، إن الأبجدية العربية المشتقة أصلا من الأبجدية الفينيقية تحوي عددا من الحروف أقل من عدد الصوامت العربية، وهذا ما دعى اللغويين العرب قديما إلى ابتكار التنقيط ليميزوا -على سبيل المثال- بين «د» و«ذ» الذين كانا يكتبان بصوت واحد هو «د» المشتق أصلا من الصوت الكنعاني «دَلت».

## تأصيل
التسمية الأوروبية فهي مشتقة من الفعل اللاتيني sonare (يصوّت، ينتج صوتا) والبريفكس (البادئة) con- (معا). وأصل هذه التسمية يعود إلى أفلاطون الذي استخدمها ليصف الكونسونانتات الانفجارية تحديدا ورأى أنه لا يمكن إنتاج أي كونسونانت انفجاري بدون صوت مصوت مرافق. ولكن نظرته غير مقبولة في علم الصوتيات الحديث.

## خصائص الصوت الصامت
يتميز كل صامت من عدة نواحي تميزه عن غيره:
- كيفية إنتاج الصوت، فقد يكون الصوت الصامت انفجاريا (ينتج عن طريق حبس الهواء ثم إطلاقه فجأة)، أو احتكاكيا (ينتج عن طريق إمرار الهواء عبر ممر ضيق)، أو أنفيا (ينتج عبر إخراج الهواء من الانف) إلخ.
- مكان إنتاج الصوت، وهو المكان من السبيل الصوتي الذي تحدث فيه إعاقة مرور الهواء التي تميز إنتاج الصوامت. فمثلا قد يكون الصوت الصامت شفويا (عند الشفاه) أو لثويا (عند اللثة) أو طبقيا (عند شراع الحنك).
- التصويت، وهو اهتزاز الأحبال الصوتية من عدمه، والذي قد يجعل الصوت مجهورا في حال الاهتزاز (كالباء والدال والزاي) أو مهموسا في حال عدم الاهتزاز (كالفاء والتاء والسين).
- توقيت بدء التصويت.
- آلية تحريك تيار الهواء.
- الطول، ويعبر عن المدة التي يستمر خلالها إعاقة تيار الهواء. التشديد هو إطالة للصوت الصحيح (مثلا كّ مشددة هي أطول من ك غير مشددة). بعض اللغات، كلغات السامي واللغة الإستونية فيها ثلاث درجات مختلفة من الطول: قصير، مشدد، ومشدد طويل.
- قوة إنتاج الصوت تعبر عن الجهد العضلي المستهلك في إنتاج الصوت، ولكنه لم يثبت أن هذا العامل يؤثر في الصوت.

## رمز الصوت الصامت
الأبجديات السامية ومنها العربية (ما عدا استثناءات قليلة)، لا تعبر إلا عن الصوامت فقط ولا يوجد فيها حروف ترمز للمصوتات، لذلك فجميع أصوت الأبجدية العربية تعبر عن صوامت، أماالمصوتات فالقصير منها يعبر عنه بالحركات والطويل يعبر عنه بالأصوت الثلاثة: الألف والياء والواو.